# Кличко Федір Федорович
Кличко Федір Федорович (1911, село Катеринівка, тепер у складі Новомиргорода Кіровоградської області — 1943) — український радянський живописець.

## Біографія
Народився 1911 року в селі Катеринівка, розташованому у передмісті Новомиргорода, що з другої половини 20 століття — у складі міста Новомиргорода. Навчався у Новомиргороді, потім — у Єлисаветграді. Пізніше вступив до Одеського художнього училища. У 1935—1941 роках (за іншими даними до 1939 року) навчався в Київському художньому інституті у майстерні Ф. Кричевського. Для виконання дипломної роботи обрав події, що сталися у 1921 році у Тамбовській губернії Росії під час громадянської війни — придушення Г. Котовським супротиву селян одного з місцевих «куркульських сіл» (за висловом самого Г. Котовського). В подальшому ця праця художника стала найвідомішою в його доробку. Працюючи над дипломною роботою «Г. І. Котовський ліквідує банду Матюхіна», за згадками товарищів, Ф. Кличко переглянув всю радянську літературу про Г. Котовського, зустрічався з тими, хто його знав, був навіть у в'язниці, де до більшовицького перевороту сидів Г. Котовський.
1939 року був призваний до Червоної армії. Навесні 1943 року (за іншими даними — у січні 1943 року) загинув на фронті Другої світової війни під час операції десантників на Північному Кавказі.

## Твори
- «Г. І. Котовський ліквідує банду Матюхіна» (1939, незакінчена, НХМУ). Дипломна робота. Присвячена подіям у Тамбовській губернії. Картина є найвідомішим твором художника. За радянщини вона перебувала в постійній експозиції ДМУОМ.
- «Портрет депутата Верховної Ради СРСР П. В. Гусятникової» (1937, НХМУ).
- «Художник С. Маркін» (1940-і рр.),
- «Н. Суденко» (1942).

## Критика
Ф. Кличко залишив по собі невелику кількість картин, переважно портрети. Однак, і за цим невеликим доробком його характеризували як молодого обдарованого у жанрі портрету, талановитого живописця.

## Виноски
1. 1 2  Українська радянська енциклопедія — Київ: Головна редакція УРЕ, 1959.
2. ↑   Кличко Федір Федорович. // Українська радянська енциклопедія : у 12 т. / гол. ред. М. П. Бажан ; редкол.: О. К. Антонов та ін. — 2-ге вид. — К. : Головна редакція УРЕ, 1974–1985.
3. 1 2 3 4 5 6  В. Сандул. Федір Кличко. // Молодий комунар. — № 2, 6 січня 1970 року [Архівовано 30 серпня 2021 у Wayback Machine.]. — С. 4.
4. ↑  Л. С. Ковальська (2013). Кличко Федір Федорович. Енциклопедія Сучасної України: електронна версія (вебсайт). Інститут енциклопедичних досліджень НАН України. Архів оригіналу за 30 серпня 2021. Процитовано 26 серпня 2021.
5. ↑   В. І. Заболотний. Нариси з історії українського мистецтва. — К.: Мистецтво, 1966. — С. 205.
6. ↑   Художники України — народу: живопис, скульптура, графіка. — К.: Мистецтво, 1967.